# Вільдберг (Мекленбург-Передня Померанія)
Вільдберг (нім. Wildberg) — громада в Німеччині, розташована в землі Мекленбург-Передня Померанія. Входить до складу району Мекленбургіше-Зенплатте. Складова частина об'єднання громад Трептовер-Толлензевінкель.
Площа — 22,37 км2. Населення становить 496 ос. (станом на 31 грудня 2020).